# Rases
Rases es una localidad española del municipio de Potes, perteneciente a la comunidad autónoma de Cantabria.

## Geografía
La localidad se encuentra en la comarca montañosa de Liébana, a los pies de los Picos de Europa. Está a una altitud de 482 m s. n. m.

## Historia
Hacia mediados del siglo XIX, el lugar era referido como una aldea ya por entonces perteneciente a Potes. Aparece descrito en el decimotercer volumen del Diccionario geográfico-estadístico-histórico de España y sus posesiones de Ultramar de Pascual Madoz con las siguientes palabras:

RASES: ald. en la prov. de Santander, part. jud. de Potes, á cuya v. corresponde.
(Madoz, 1849, p. 375)

En 2023, la entidad singular de población tenía empadronados cinco habitantes y el núcleo de población, también cinco.

## Patrimonio
Destaca la ermita de la Magdalena, reconstruida en 2002.